# Liste der politischen Parteien in Grönland
Auf der zu Dänemark gehörenden, seit 1979 autonomen Insel Grönland gibt es folgende politische Parteien:
| Name | Name                 | Wahlliste | Bedeutung des Namens             | Ausrichtung                                | Sitze im Inatsisartut (2025) | Sitze im Folketing (2022) | Gründung |
| ---- | -------------------- | --------- | -------------------------------- | ------------------------------------------ | ---------------------------- | ------------------------- | -------- |
|      | Atassut              | A         | Verbindung                       | konservativ, liberal, unionistisch         | 02                           | 0                         | 1978     |
|      | Demokraatit          | D         | Demokraten                       | unionistisch, sozialliberal                | 10                           | 0                         | 2002     |
|      | Inuit Ataqatigiit    | IA        | Gemeinschaft der Menschen/Inuit  | demokratisch-sozialistisch                 | 07                           | 1                         | 1978     |
|      | Naleraq              | N         | Peilmarke                        | separatistisch, populistisch, zentristisch | 08                           | 0                         | 2014     |
|      | Nunatta Qitornai     | NQ        | Kinder unseres Landes            | separatistisch                             | −                            | −                         | 2018     |
|      | Qulleq               | Q         | Tranlampe                        | separatistisch                             | 0                            | −                         | 2023     |
|      | Siumut               | S         | Vorwärts                         | sozialdemokratisch                         | 04                           | 1                         | 1977     |
|      | Suleqatigiissitsisut | SA        | Die, die zusammenarbeiten lassen | unionistisch, zentristisch                 | −                            | 0                         | 2018     |

## Historische Parteien
| Name | Name                      | Wahlliste | Bedeutung des Namens             | Ausrichtung                                    | Gründung | Auflösung |
| ---- | ------------------------- | --------- | -------------------------------- | ---------------------------------------------- | -------- | --------- |
|      | Akulliit Partiiat         | AP        | Partei der Mittleren             | zentristisch, wirtschaftsliberal               | 1991     | um 1998   |
|      | Arnat Partiiat            | AP        | Frauenpartei                     | feministisch, demokratisch-sozialistisch       | 1999     | um 2002   |
|      | Inuit-partiet             | Ip        | Inuit-Partei                     |                                                | 1963     | um 1971   |
|      | Issittup Partiia          | IP        | Polarpartei                      | wirtschaftsliberal, zentristisch               | 1987     | um 1995   |
|      | Kattusseqatigiit Partiiat | KP        | Partei der Einigkeitsvereinigung | konservativ, populistisch                      | 2005     | 2014      |
|      | Partii Inuit              | PI        | Partei Inuit                     | sozialistisch, nationalistisch, separatistisch | 2013     | 2018      |
|      | Sorlaat Partiiat          | SP        | Partei der Wurzeln               | zentristisch, wirtschaftsliberal               | 2008     | 2010      |
|      | Sukaq                     |           | Säule, Stützbalken               |                                                | 1969     | 1971      |
|      | Sulisartut Partiiat       | SP        | Arbeiterpartei                   | arbeiterpolitisch                              | 1979     | 1982      |